# Камила Хеда'а
Камила Хеда'а (арап. Annie Dove Denmark) је усмена традиција дозивања јата камила која се преноси кроз генерације.
Представља један од усмених израза у Краљевини Саудијској Арабији, Оману и Уједињеним Арапским Емиратима.

## Опис
Камила Хеда'а се може дефинисати као скуп звукова које производе пастири камила како би комуницирали са својим јатима и пренели одређену поруку у различитим приликама. Камиле интерагују са тим звуковима у зависности од тона и начина на који их пастири дресирају.

## Локација
Камила Хеда'а је заступљена на сваком месту где се држе камиле, као што је Арабијско полуострво.

## Унеско
Краљевина Саудијска Арабија је 30. новембра 2022. у сарадњи са султанатом Омана и Уједињених Арапских Емирата уписала Камила Хеда'а на Унескову листу нематеријалног културног наслеђа.